# Bocce ai XVII Giochi del Mediterraneo - Raffa singolare maschile
Le competizioni di bocce nella categoria raffa singolare maschile si sono tenute fra il 28 e il 29 giugno 2013 alla Bocce Tesisi di Mersin.

## Risultati
I 9 giocatori vengono divisi in due gruppi rispettivamente da 4 e 5 ciascuno. I primi due di ciascun gruppo vengono ammessi alle semifinali.

### Fase a eliminazione diretta
|  | Semifinali         | Semifinali         | Semifinali    |               |                    | Finale             | Finale            | Finale          |  |
|  |                    |                    |               |               |                    |                    |                   |                 |  |
|  | Yunus Emre Güngör  | Yunus Emre Güngör  | 4             |               |                    |                    |                   |                 |  |
|  | Yunus Emre Güngör  | Yunus Emre Güngör  | 4             |               |                    |                    |                   |                 |  |
|  | Pasquale D'Alterio | Pasquale D'Alterio | 12            |               |                    |                    |                   |                 |  |
|  | Pasquale D'Alterio | Pasquale D'Alterio | 12            |               | Pasquale D'Alterio | Pasquale D'Alterio | 12                |                 |  |
|  |                    |                    |               |               | Pasquale D'Alterio | Pasquale D'Alterio | 12                |                 |  |
|  |                    |                    | Matteo Albani | Matteo Albani | 5                  |                    |                   |                 |  |
|  | Stefan Farrugia    | Stefan Farrugia    | Matteo Albani | Matteo Albani | 5                  | 2                  |                   |                 |  |
|  | Stefan Farrugia    | Stefan Farrugia    |               |               |                    | 2                  |                   |                 |  |
|  | Matteo Albani      | Matteo Albani      | 12            |               |                    | Finale 3º posto    | Finale 3º posto   | Finale 3º posto |  |
|  | Matteo Albani      | Matteo Albani      | 12            |               |                    |                    |                   |                 |  |
|  |                    |                    |               |               |                    |                    |                   |                 |  |
|  |                    |                    |               |               |                    | Yunus Emre Güngör  | Yunus Emre Güngör | 12              |  |
|  |                    |                    |               |               |                    | Yunus Emre Güngör  | Yunus Emre Güngör | 12              |  |
|  |                    |                    |               |               |                    | Stefan Farrugia    | Stefan Farrugia   | 4               |  |